# Filipinomysz długonosa
Filipinomysz długonosa (Apomys sacobianus) – gatunek ssaka z podrodziny myszy (Murinae) w obrębie rodziny myszowatych (Muridae), występujący endemicznie na Filipinach. 

## Taksonomia
Gatunek po raz pierwszy zgodnie z zasadami nazewnictwa binominalnego opisał w 1962 roku amerykański zoolog David H. Johnson nadając mu nazwę Apomys sacobianus. Holotyp pochodził z obszaru rzeki Sacobia, w Clark Air Base, w prowincji Pampanga, na wyspie Luzon, w Filipinach. 
Apomys sacobianus należy do podrodzaju Megapomys. A. sacobianus może być najbliżej spokrewniony z A. lubangensis. Występuje razem z A zambalensis na zboczach góry Pinatubo i jest częściej łapany. Opublikowane informacje o A. sacobianus z prowincji Isabela, Mountain Province i Zambales na Luzonie zostały zakwestionowane i nie są już zaliczane do tego gatunku. Autorzy Illustrated Checklist of the Mammals of the World uznają ten takson za gatunek monotypowy.

### Etymologia
- Apomys: Apo, Mindanao, Filipiny; gr. μυς mus, μυος muos „mysz”[7].
- sacobianus: rzeka Sacobia, Luzon, Filipiny[2].

## Zasięg występowania
Filipinomysz długonosa znany jest tylko z podgórza i niższych wysokości góry Pinatubo, w górach Zambales, w zachodniej części Luzonu, na Filipinach; może być bardziej rozpowszechniony w górach Zambales, które są słabo zbadane pod kątem małych ssaków.

## Morfologia
Długość ciała (bez ogona) 135–158 mm, długość ogona 115–159 mm, długość ucha 21–25 mm, długość tylnej stopy 34–40 mm; masa ciała 71–105 g. Gryzoń ten jest morfologicznie podobny do filipinomyszy reliktowej (A. abrae) z północy wyspy Luzon. Ma trochę większe rozmiary ciała i bardziej szare futro. Gatunek jest słabo znany, jedynie holotyp jest pewnym okazem; inne doniesienia mogą dotyczyć pokrewnych gatunków z grupy A. abrae.

## Ekologia
Holotyp został znaleziony w nizinnym lesie wtórnym

## Populacja
Ograniczony stan wiedzy o gatunku utrudnia przyznanie mu statusu zagrożenia, ale w 2016 Międzynarodowa Unia Ochrony Przyrody uznała go za gatunek najmniejszej troski. Nie są znane zagrożenia dla tego gatunku ani liczebność populacji. Miejsce typowe zostało dotknięte skutkami wybuchu wulkanu Pinatubo.
Badania prowadzone od 2011 roku wykazały, że mimo drastycznego przekształcenia środowiska przez erupcję Pinatubo gatunek ten przetrwał i jest liczny.